# 2021년 토론토 블루제이스 시즌
2021년 토론토 블루제이스 시즌은 메이저리그의 프로 야구단 토론토 블루제이스의 2021년 시즌을 일컫는다. 찰리 몬토요 감독이 정식으로 부임하여 맞이한 3번째 시즌이다. 팀은 승률 0.562를 기록했으나 아메리칸리그 동부지구 5팀 중 4위, 와일드카드 3위에 그쳐 1경기 차로 포스트시즌 진출에 실패했다.

## 타이틀
- 조아제약 프로야구대상 특별상: 류현진

## 선수단
- 선발투수 : 레이, 마노아, 매츠, 류현진, 베리오스, 스트리플링, 해치, 조이크
- 구원투수 : 심버, 메이자, 파이암프스, 리차드, 베르겐, 펠프스, 콜, 오버턴, 스니드, 피어슨, 사우세도, 알가이어, 베이커, 타이스, 카스트로, 보루키, 반스, 머피, 에드워즈, 케이, 챗우드, 비슬리, 소리아, 로아크, 도리스, 손튼, 핸드
- 마무리투수 : 로마노, 메리웨더, 밀론
- 포수 : 잰슨, 커크, 맥과이어, 애덤스
- 1루수 : 게레로, 펠레즈
- 2루수 : 세미엔, 에스피날, 발레라, 패닉
- 유격수 : 비솃, 스미스, 로페즈
- 3루수 : 비지오, 램
- 좌익수 : 구리엘, 딕커슨, 호잉
- 중견수 : 스프링어, 그리척, 팔라시오스, 다이슨, 데이비스
- 우익수 : 에르난데스

## 같이 보기
- 2021년 탬파베이 레이스 시즌